# Parafia św. Katarzyny Aleksandryjskiej w Mierzycach
Parafia św. Katarzyny Aleksandryjskiej w Mierzycach – parafia rzymskokatolicka znajdująca się w archidiecezji częstochowskiej, w dekanacie Wieluń – św. Wojciecha.
Od 2021 roku proboszczem jest ks. Sebastian Wyrozumski. 
Kościół parafialny pw. św. Katarzyny został wzniesiony w latach 1837–1839.